# ミハルオー
ミハルオーは日本の競走馬。父月友と母第参フラッシングラスの間に生まれた栗毛の牡のサラブレッドである。第15回優駿競走（現東京優駿・日本ダービー）に優勝したほか天皇賞（春）にも優勝した。19戦のうち17戦を新屋幸吉が騎乗した。
デビューから7連勝のあと、農林省賞典（現皐月賞）でヒデヒカリの3着に敗れたが、優駿競走ではゲートで暴れて大外枠からの発走になったにもかかわらず2馬身差で快勝した。その後しばらくは精彩を欠いていたが、天皇賞（春）で土門健司鞍上で復活を遂げると4連勝をあげ引退した。
種牡馬としては1950年から軽種馬農協の種牡馬として北海道日高支部、千葉県支部、東北支部で供用されていた。1956年から競走馬衛生保険研究のため馬事公苑馬衛生研究室で供用され、重要な資料を提供したが、同年12月20日、東大農学部付属家畜病院で腰萎のために死亡した。
中山大障害（春）優勝馬キタノイヅミなどの産駒を送り出している。また菊花賞優勝馬レオダーバンの曾祖母の父としても名を残している。

## その他
ダービージョッキーとなった新屋幸吉は1952年から地方競馬に移り、1955年に落馬事故で死亡した。

## 血統表
| ミハルオーの血統マンノウォー系 / 4代内アウトブリード | ミハルオーの血統マンノウォー系 / 4代内アウトブリード | ミハルオーの血統マンノウォー系 / 4代内アウトブリード | （血統表の出典）         | （血統表の出典） |
| 父 月友 1932 栗毛                                    | 父の父Man o'War 1917 栗毛                            | Fair Play                                            | Hastings                 | Hastings         |
| 父 月友 1932 栗毛                                    | 父の父Man o'War 1917 栗毛                            | Fair Play                                            | Fairy Gold               |                  |
| 父 月友 1932 栗毛                                    | 父の父Man o'War 1917 栗毛                            | Mahubah                                              | Rock Sand                | Rock Sand        |
| 父 月友 1932 栗毛                                    | 父の父Man o'War 1917 栗毛                            | Mahubah                                              | Merry Token              |                  |
| 父 月友 1932 栗毛                                    | 父の母*星友 Alzada 1923 栗毛                         | Sir Martin                                           | Ogden                    | Ogden            |
| 父 月友 1932 栗毛                                    | 父の母*星友 Alzada 1923 栗毛                         | Sir Martin                                           | Lady Sterling            |                  |
| 父 月友 1932 栗毛                                    | 父の母*星友 Alzada 1923 栗毛                         | Colna                                                | Collar                   | Collar           |
| 父 月友 1932 栗毛                                    | 父の母*星友 Alzada 1923 栗毛                         | Colna                                                | Nausicaa                 |                  |
| 母 第参フラッシングラス 1938 栗毛                    | 母の父*プリメロ Primero 1931 鹿毛                    | Blandford                                            | Swynford                 | Swynford         |
| 母 第参フラッシングラス 1938 栗毛                    | 母の父*プリメロ Primero 1931 鹿毛                    | Blandford                                            | Blanche                  |                  |
| 母 第参フラッシングラス 1938 栗毛                    | 母の父*プリメロ Primero 1931 鹿毛                    | Athasi                                               | Farasi                   | Farasi           |
| 母 第参フラッシングラス 1938 栗毛                    | 母の父*プリメロ Primero 1931 鹿毛                    | Athasi                                               | Athgreany                |                  |
| 母 第参フラッシングラス 1938 栗毛                    | 母の母フラッシングラス 1929 鹿毛                     | *シアンモア Shian Mor                                | Buchan                   | Buchan           |
| 母 第参フラッシングラス 1938 栗毛                    | 母の母フラッシングラス 1929 鹿毛                     | *シアンモア Shian Mor                                | Orlass                   |                  |
| 母 第参フラッシングラス 1938 栗毛                    | 母の母フラッシングラス 1929 鹿毛                     | 第三フラストレート                                   | *インタグリオー          | *インタグリオー  |
| 母 第参フラッシングラス 1938 栗毛                    | 母の母フラッシングラス 1929 鹿毛                     | 第三フラストレート                                   | *フラストレート F-No.1-b |                  |